# بيدرو فيليبي فينتورا ريبيرو
بيدرو فيليبي فينتورا ريبيرو (1 يوليو 1995 في البرتغال - ) هو لاعب كرة قدم برتغالي في مركز الوسط. لعب مع أتليتيكو كلوب دي برتغال.

## وصلات خارجية
- بيدرو فيليبي فينتورا ريبيرو على موقع قاعدة بيانات كرة القدم.إي يو (الإنجليزية)
- بيدرو فيليبي فينتورا ريبيرو على موقع Soccerway.com (الإنجليزية)